# Ringvaart

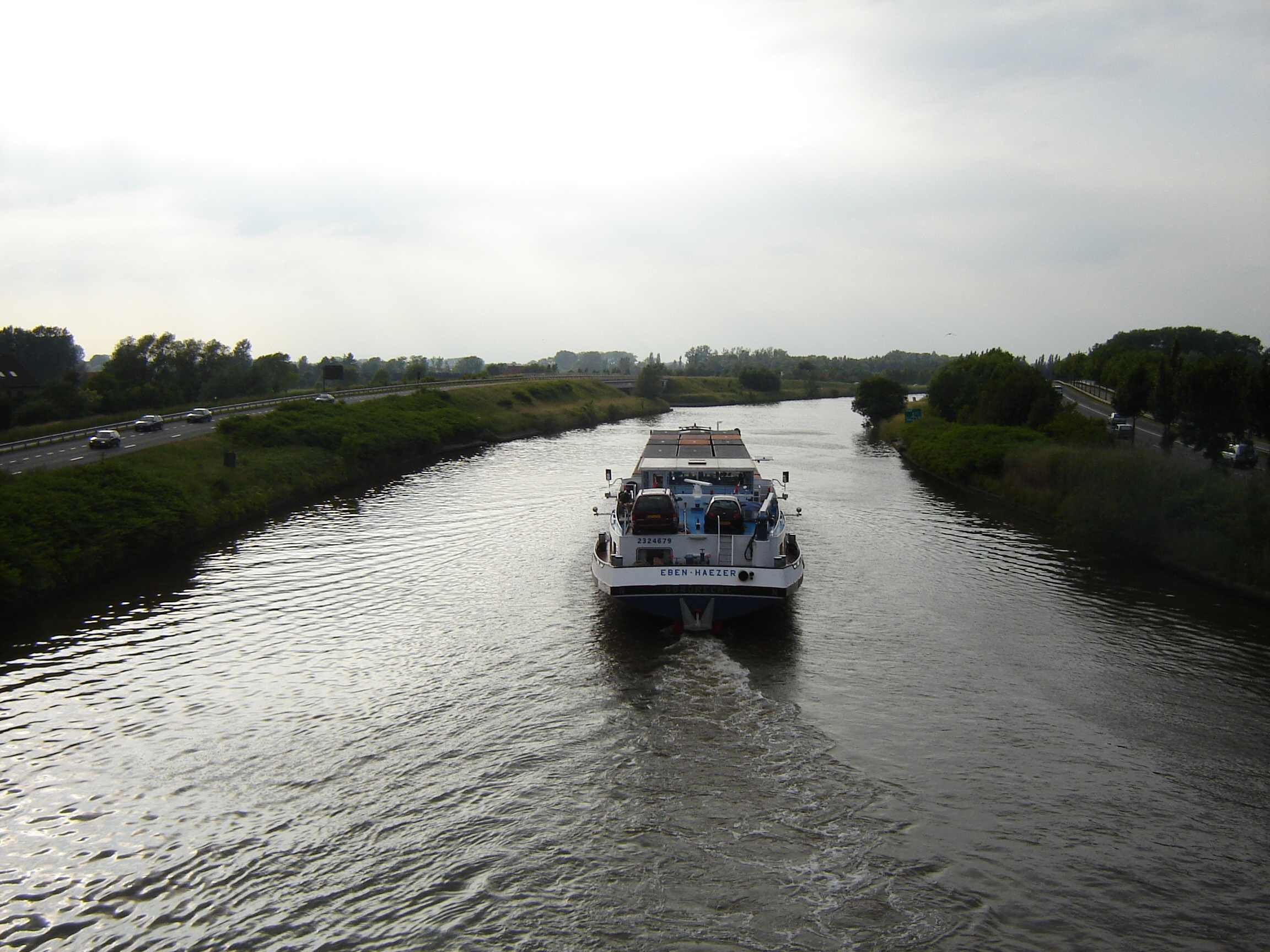
Die Ringvaart von Gent

Ringvaart ist die niederländische Bezeichnung für einen Kanal mit einem runden Verlauf, meist um einen Polder.
Ringvaarten wurden häufig im Uferbereich des Sees angelegt, den man anschließend trockenlegte. Da die meisten Ringvaarten immer noch zur Entwässerung eines Polders verwendet werden, ist der Wasserstand darin häufig höher als der Boden des umschlossenen Gebietes.
Bekannte Ringvaarten sind die Ringvaart des Haarlemmermeerpolders und die Ringvaart von Gent.